# Antónia Petrusová
Antónia Petrusová (* 9. dubna 1934) byla slovenská a československá politička a poúnorová bezpartijní poslankyně Národního shromáždění ČSSR a Sněmovny lidu Federálního shromáždění.

## Biografie
Ve volbách roku 1964 byla zvolena do Národního shromáždění ČSSR za Středoslovenský kraj jako bezpartijní poslankyně. V Národním shromáždění zasedala až do konce volebního období parlamentu v roce 1968.
K roku 1968 se profesně uvádí jako vedoucí odboru ONV z obvodu Lučenec. Zároveň se toho roku zmiňuje coby zástupkyně ředitele OÚNZ v Lučenci.
Po federalizaci Československa usedla roku 1969 do Sněmovny lidu Federálního shromáždění (volební obvod Lučenec), kde setrvala do konce volebního období, tedy do voleb v roce 1971.